# Ischler Woche
Die Ischler Woche (Die Wochenzeitung für das Innere Salzkammergut) ist eine im Einzelverkauf und im Abo erhältliche Wochenzeitung mit Sitz in Bad Ischl. Die Berichterstattung umfasst das Innere Salzkammergut (Oberösterreich), das Ausseerland (Steiermark) und das Gebiet um den Wolfgangsee (Salzburg). Die Ischler Woche ist als Printausgabe und als ePaper im APA-Kiosk erhältlich.
Die Ischler Woche ist beim Österreichischen Presserat in der Liste der teilnehmenden Medien des Ehrenkodex für die österreichische Presse eingetragen, des Weiteren ist sie Mitglied beim Verband der Regionalmedien Österreichs (VRM).
Die Ischler Woche wird herausgegeben von der Tips Zeitungs GmbH & Co KG und ist somit Teil des Medienhauses Wimmer (Oberösterreichische Nachrichten).

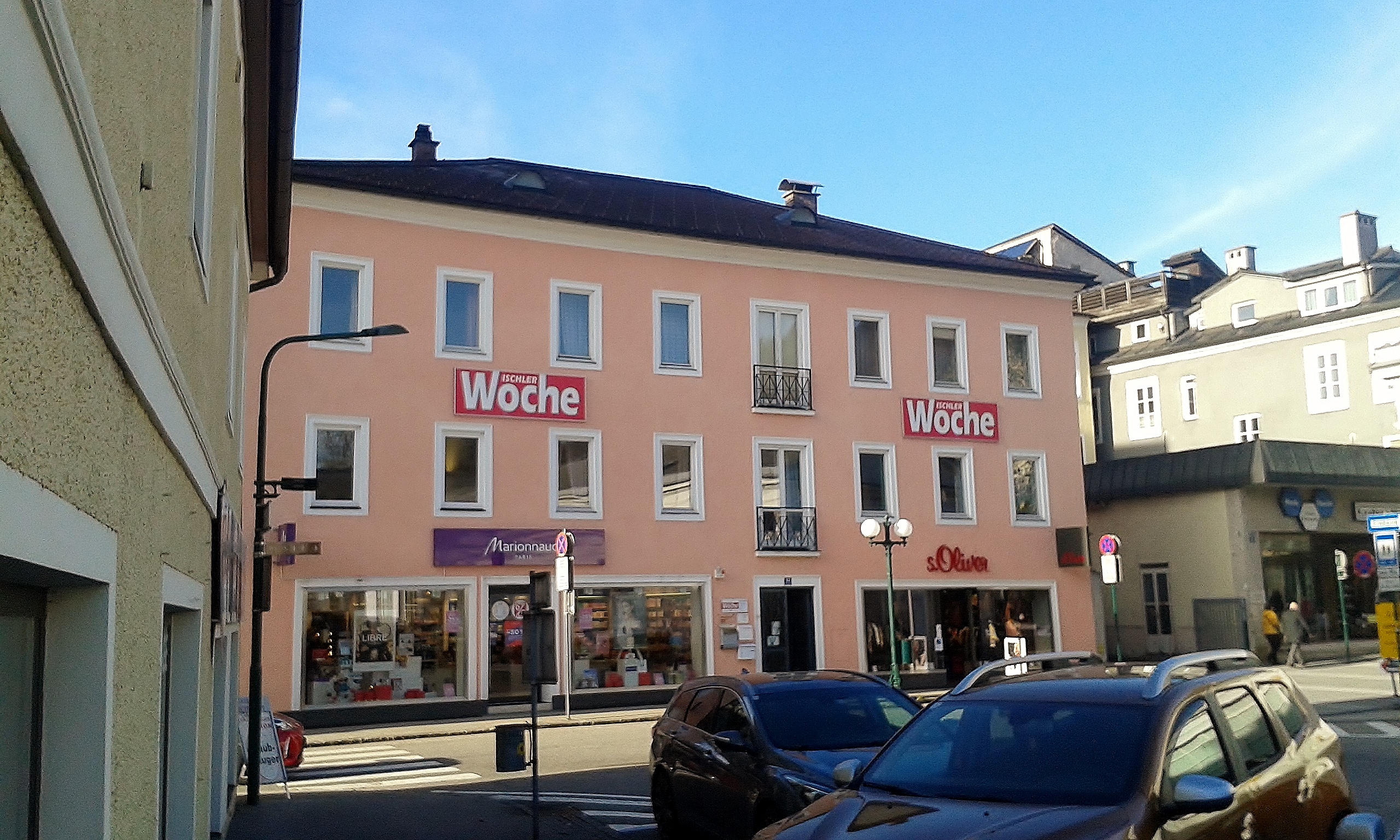
Sitz der Ischler Woche am Auböckplatz in Bad Ischl

## Mediendaten
Die Zeitung erscheint wöchentlich jeden Mittwoch mit einer – nach eigenen Angaben – Auflage von 10.000 Exemplaren mit einem Umfang zwischen 48 und 64 Seiten. Als Beilage dient die Fernsehprogrammzeitschrift tele.
Der Bezug der Ischler Woche ist in ganz Österreich mittels Abo möglich. Der Einzelverkauf in den Verkaufsstellen (Supermärkte, Trafiken, Tankstellen, Buchhandlungen etc.) umfasst vorwiegend:
- Oberösterreich: Bad Goisern am Hallstättersee, Bad Ischl, Ebensee am Traunsee, Gosau, Hallstatt, Obertraun, St. Wolfgang im Salzkammergut[1]
- Steiermark: Bad Aussee, Altaussee[1]
- Salzburg: Strobl, St. Gilgen[1]

## Geschichte
Die Ischler Woche existiert in ihrer heutigen Form seit Jänner 2003. Zuvor gab es als Regionalzeitung für das Innere Salzkammergut seit 1980 die so genannte Ischler Wochenrundschau (bzw. Wochenrundschau – Ischler Wochenblatt). Die Wochenrundschau wurde mit Dezember 2002 vom damaligen Bad Ischler Eigentümer an die Oberösterreichische Rundschau verkauft und inhaltlich auf eine von 13 Lokalausgaben umgestellt. Die Redakteure und Mitarbeiter nahmen anlässlich dieser Fusion Kontakt mit der Wimmer Medien-Gruppe auf, weil sie weiterhin eine „einheimische“ Zeitung produzieren wollten.
Die Gespräche verliefen positiv und bereits im Jänner 2003 konnte die erste Ausgabe der Ischler Woche von diesem Team produziert und in den Handel gebracht werden. Das Jahr 2013 stand im Zeichen des zehnjährigen Bestandsjubiläums.

## Redaktion
Chefredakteur der Ischler Woche war von Beginn (2003) bis 2025 Josef Gruber mit Sitz beim Medienherausgeber Tips in Linz. Ihm folgt als Chefredakteur – nun mit Sitz in Bad Ischl – ab 1. Februar 2025 Christoph Unterkofler, der bereits von 2008 bis 2021 Redakteur bzw. Redaktionsleiter in Bad Ischl war. Zwischenzeitlich wurde von September 2021 bis November 2024 die Bad Ischler Redaktion von Doris Nentwich geleitet.